# 鏡後測光
鏡後測光（Through The Lens，簡稱TTL），又可稱為「通過鏡頭的光」，是一種主流的相機閃光燈測光技術。
這是一種將測光元件設置在相機的鏡頭後方，以精確量測進光量的技術，因為實際上是使用取景器所偵測到的現場光為量測範圍，所以精確度相當高。

## 原理
跟觀景窗測光（Through The Finder，TTF）或外置電眼測光不同，測光元件置於鏡頭後方的TTL最大的優點在於其感測範圍會隨著鏡頭的視角做同步變動，不會受到蛇腹失光或外置濾鏡的影響，測光結果與相機實際的進光量一致。除此之外，整個系統可以完整隱藏於相機內部而達到精簡設備體積的優點，因此已廣為自動化的專業攝影設備所採用。

## 應用
世界上第一台具備TTL系統的商業發售135規格之單眼相機是由東京光學株式會社於1963年所推出的Topcon RE。目前，世界上幾家知名的相機製造商皆有各自的TTL系統，如Canon的E-TTL系統、Nikon的i-TTL系統、Pentax的P-TTL系統。